# Вовчок кременовий
Вовчок кременовий (Orobanche flava) — вид квіткових рослин родини вовчкових (Orobanchaceae).

## Біоморфологічна характеристика
Це голопаразит. Рослина багаторічна, волосисто-залозиста, заввишки 15–80 см, на Petasites, Tussilago, Adenostyles. Стебло товсте, від жовтого до коричневого чи червоного. Луска завдовжки 1–2 см. Суцвіття спочатку густе, пізніше подовжене, 10–35 см завдовжки, біля основи рідкоквіткове. Чашечка розсічена навпіл з 1–3 жилками, приблизно вдвічі коротшими за трубку віночка; частки чашечки 7–10 мм завдовжки. Віночок 15–25 мм завдовжки, залозисто запушений, жовтуватий, на верхній губі червонуватий. Верхня губа віночка 2-лопатева, з відігнутими, по краю майже голими лопатями. Насіння 0.3-0.4 мм завдовжки. 2n=38.

## Поширення
Марокко, Європа (Австрія, Швейцарія, Чехія, Угорщина, Польща, Словаччина, Україна, Хорватія, Італія, Румунія, Сербія, Словенія, Франція), Кавказ (Вірменія, Азербайджан, Грузія, РФ).
В Україні вид росте біля берегів гірських струмків та річок — у Карпатах (Закарпатська обл.-хр. Свидовець, с. Кваси, смт Ясіня, м. Мукачево, Апшинецька улоговина; Чернівецька обл., Вижницький р-н, Гірничо-Кутське лісництво, с. Шепіт); паразитує на корінні підбіла та мати-й-мачухи.